# Цветков, Яков Яковлевич
Яков Яковлевич Цветков (19 января [1 февраля] 1839—27 января [9 февраля] 1907) — профессор Петровской сельскохозяйственной академии.
Действительный статский советник.

## Биография
Родился в 1839 году в семье чиновника Морского министерства Якова Григорьевича Цветкова и Анны Степановны.
Окончил в 1856 году с серебряной медалью 3-ю Санкт-Петербургскую гимназию. В 1860 году кандидатом окончил Императорский Санкт-Петербургский университет и поступил на службу в Павловский кадетский корпус. В 1864 году защитил диссертацию на степень магистра математики: «О поверхностях, могущих быть преобразованными одни в другие без разрыва и без сгиба своих частей».
Позже читал лекции по физике и математике в Петровской сельскохозяйственной академии; с 1867 года был заведующим физическим кабинетом (кафедры физики ещё не было), с 1869 года — ординарный профессор. Также он преподавал математику, в 1866—1882 годах, в Александровском военном училище, а также в Катковском лицее.
Каждое лето, во время каникул, выезжал за границу; путешествовал пешком. Но когда вышел в отставку, последние 10-15 лет, жил безвыездно в Москве; любил выпить и не скрывал этого. Знал кроме латинского и греческого языка, еврейский и некоторые европейские.
При выходе в отставку ему была назначена полная пенсия, от которой Цветков отказался, поскольку не хватало нескольких лет выслуги для неё и ему был положен половинный оклад.
Умер в начале 1907 года в собственном деревянном доме близ Пресненской заставы.